# 4101 Ruikou
4101 Ruikou è un asteroide della fascia principale. Scoperto nel 1988, presenta un'orbita caratterizzata da un semiasse maggiore pari a 2,6988028 UA e da un'eccentricità di 0,1144248, inclinata di 8,72963° rispetto all'eclittica.